# Романівський хлібозавод

Романівський хлібозавод («ТОВ „Стріт Фуд“») — підприємство харчової промисловості у смт Романів, Романівського району, Житомирської області.
Завод складається з двох цехів виробництва — хлібобулочних виробів та кондитерського. Підприємство являє собою велике 2-во та частково 4-ри поверхове приміщення з високою витяжною трубою. В цьому приміщенні власне й знаходяться два основні цехи виробництва. На території підприємства є також висока цегляна водонапірна вежа.

## Історія
Будівництво нового хлібозаводу в Романові (Дзержинську) було розпочато в 1979 році, за кілометр неподалік склозаводу. Будівництво тривало близько двох років, яке завершилося відкриттям підприємства в 1981 році.
В радянські часи новозбудований хлібозавод працював на повну потужність і забезпечував хлібом усі села Романівського району та інші населені пункти навколишніх районів. Хлібопекарний цех виготовляв різного асортименту хліб та булочки. Кондитерський цех виготовляв торти, пироги, цукерки, тістечка та ін. Завод виробляв і квас, який в бочках продавали поблизу місцевого стадіону, під час футбольного матчу, та на ринку і на центральній площі селища. Транспортування хлібу відбувалося власною технікою.
Після розпаду Радянського Союзу, завод став акціонерним товариством. Після отримання Україною незалежності завод втратив ринок збуту та й відповідно потужності виробництва. Підприємство заборговувало за енергоносії та сировину, що й призвело до припинення роботи підприємства в середині 90-х років.
Постановою арбітражного суду Житомирської області (10014, м. Житомир, вул. М. Бердичівська, 25) від 14 травня 2001 р. КП Дзержинський хлібозавод визнано банкрутом.
Відновлював роботу завод у кінці 90-х але не на довго всього на рік-два. В місцевих жителів з'явилась надія, що завод нарешті відновить свою діяльність на довго, коли в 2004 році підприємство відновило свою діяльність після тривалого річного ремонту і стало офіційно називатись ТОВ "Романівський хлібозавод «Дарна». Але завод працював всього рік. Хоча почав виробляти знову хліб різного асортименту, різні булочки та печиво. Продукція підприємства була дуже довподоби багатьом жителям Романова та району. Підприємство мало три фірмових магазини в Романові. Завжди свіжий хліб був в магазині «Хліб», прохідної заводу. Фірма ТОВ "Романівський хлібозавод «Дарна» відкрила власний млин на території підприємства, який обслуговував завод та місцеве населення.
Станом на 2009 рік хлібозавод четвертий рік не працює. Але в кінці 2009 року подейкують, що у підприємства з'явився новий власник і незабаром очікується відновлення роботи заводу.
Станом на 2011 рік тривають підготовчі роботи до запуску, встановлюється дороговартісне обладнання російського та німецького виробництв.